# The Strand Magazine

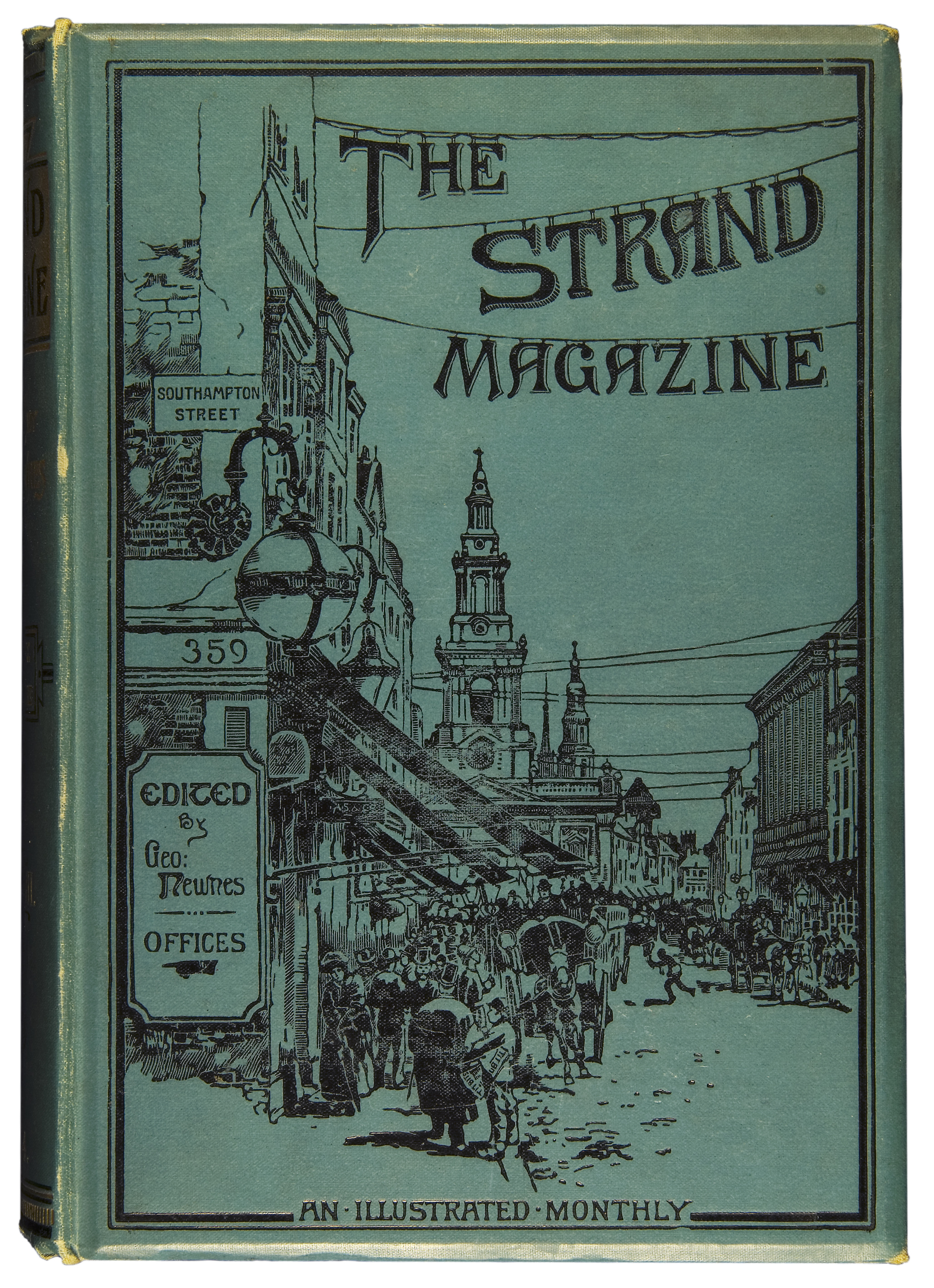
Verzamelband voor het eerste halfjaar van 1894

The Strand Magazine was een Engels (literair) tijdschrift dat maandelijks verscheen tussen januari 1891 en maart 1950. Er verschenen in totaal 711 nummers van het blad.
De inhoud was gevarieerd van aard; het bevatte, naast korte verhalen, gedichten en feuilletons ook illustraties en nieuwsartikelen op het gebied van kunst en politiek, interviews, artikelen gericht op kinderen, en puzzels.
Het blad werd opgericht door uitgever, redacteur en parlementslid George Newnes en kende een onmiddellijk succes. De verkoopcijfers bedroegen meteen al 300.000 exemplaren, al snel oplopend tot een half miljoen.
The Strand had zijn vroege succes voor een groot deel te danken aan de publicatie van de detectiveverhalen rond Sherlock Holmes van Arthur Conan Doyle met de illustraties van Sidney Paget. Voor nieuwe afleveringen van onder andere De hond van de Baskervilles stond men in de rij.
Andere gerenommeerde bijdragers waren onder anderen Grant Allen, Margery Allingham, J.E. Preston Muddock, H.G. Wells, E.C. Bentley, Agatha Christie, C.B. Fry, Walter Goodman, E. Nesbit, W.W. Jacobs, Rudyard Kipling, Arthur Morrison, Dorothy L. Sayers, Georges Simenon, Edgar Wallace, Max Beerbohm, P.G. Wodehouse, Dornford Yates en Winston Churchill.
In 1950 werd het blad gedwongen tot sluiting vanwege teruglopende verkoopcijfers en toegenomen productiekosten. Een doorstart vond plaats in 1998, met publicaties van werk van onder anderen
John Mortimer, Ray Bradbury, Alexander McCall Smith, Ruth Rendell, Colin Dexter en Edward Hoch.